# Charlton (Northamptonshire)
Charlton – wieś w Anglii, w hrabstwie Northamptonshire, w dystrykcie (unitary authority) West Northamptonshire. Leży 34 km na południowy zachód od miasta Northampton i 96 km na północny zachód od Londynu.